# Dubrovački trubaduri
Dubrovački trubaduri (Трубадуры Дубровника) — вокально-инструментальная хорватская поп-группа из Югославии, придуманная в 1961 году музыкантом и композитором Жело Юсичем. Группа больше всего известна из-за своего участия на 13-м конкурсе песни Евровидение 1968 года.

## История
Группа была придумана музыкантом и композитором Жело Юсичем в 1961 году. Изначально группа представляла собой сочетание поп-музыки с традицией ренессанса Дубровника. Поэтому участники часто выступали в одежде эпохи Возрождения или Средневековья.
Также во всём мире группа известна как «Дубровницкие трубадуры».

### Популярность
В период с 1967 по 1979 год группа участвовала в разных фестивалях, такие как Опатия, Сплит, Крапина и даже на ежегодном конкурсе песни Евровидение.
В 1968 году группа решила участвовать на национальном отборе на 13-й конкурс песни Евровидение, который проходил в Лондоне. С результатом в 36 баллов, группа победила отбор. 6 апреля 1968 года, группа выступила семнадцатой (последней). С песней «Jedan dan», они заняли 7-е место с результатом в 8 баллов. Также группа выступила под названием «Лучи Цапурсо и Хамо Хайдарходжич», в честь главных вокалистов.
В 1976 году группа во второй раз участвовала на национальном отборе на 21-й конкурс песни Евровидение. Однако, с песней «Zeleni se ruzmarin» группа заняла 13-е место с результатом в 41 балл.
В 1960-х и 1970-х годах группа становилась всё больше популярней из-за своего стиля и участия на конкурсе.

### Распад группы
В конце 70-х, когда группа уже не набирала большую популярность, в начале 80-х, группа распалась. После распада, некоторые участники этой группы продолжили свою сольную карьеру.

## Состав группы
- Жело Юсич — вокал, гитара, мандолина, клавир
- Луциано Цапурсо Лючи — вокал, кларнет, саксофон, флейта
- Марко Брешкович — вокал, бас
- Слободан Бердович Бобо — вокал, клавир
- Ладислав Пачен Лади — вокал, барабан
- Хамо Хайдарходжич — вокал, гитара
- Хрвойе Филичич — барабан
- Джони Трбухович — клавир
- Владимир Руспудич — барабан
- Миро Кернер — музыкальная клавиатура
- Мило Хрнич — вокал
- Оливер Драгоевич — музыкальная клавиатура
- Горан Баранович — гитара
- Зоран Влавович — гитара
- Сречко Клюнак — гитара
- Муица Юсич — барабан
- Миме Шиме Рестович — барабан
- Младен Вучич — барабан
- Младен Шпил Папан — барабан
- Брацо Тепшич — музыкальная клавиатура
- Невио Кончич — музыкальная клавиатура

## Дискография

### Альбомы
- Jedan Dan (EMI/Columbia, 1968)
- Mi prepuni smo ljubavi (Jugoton, 1970)
- Pusti da ti leut svira (Jugoton, 1971)
- Dubrovački trubaduri (ZKP RTLJ, 1971)
- Recital At The Festival «Золотой Орфей '72», split-LP w/ Бен Крамер (Балкантон, 1972)
- 12 velikih uspjeha (Jugoton, 1980)
- Pusti da ti leut svira (Croatia Records, 1993)
- Zlatna kolekcija (Croatia Records, 2008)

### Мини-альбомы
- «Oj djevojko, dušo moja» / «Trubadurska serenada» / «Djevojka mlada» / «Serenada Dubrovniku» (1966)
- «Auto-Stop» / «Dundo pero» / «Linđo» / «Ljuven zov» (1967)
- «Jedan dan» / «Moja je djevojka obična» / «Mi prepuni smo ljubavi» / «Luda mladost» (1968)

### Синглы
- «Jedan dan» / «Trubadurska serenada» (1968)
- «Jedan dan» / «Luda mladost» (1968)
- «Lero» / «Linđo» (1968)
- «A Day Or Two» (1968)
- «Ima sunca za sve nas» / «Kad se jednom rastanemo» (1969)
- «Pusti da ti leut svira» / «Ona i prijatelj moj» (1970)
- «Marijana» / «Luda pjesma» (1970)
- «Lijepo ime vino» / «Pjesma puni život moj» (1970)
- «Znam da ima jedna staza» / «Sve do jučer» (1970)
- «U ranu zoru» / «Anđele moj» (1971)
- «Dok palme njišu grane» / «Kako djeca spavaju» (1971)
- «Noćna muzika» / «U mome gradu» (1972)
- «Mi smo dečki, kaj pijemo stoječki» / «Ljubav je bol na srcu mom» (1972)
- «Plakala djevojka mlada» / «Repetaši» (1973)
- «Spavaj, spavaj draga» / «Marijana» (1973)
- «Bundeve i tikve» / «Ovo je naš grad» (1973)
- «Vudrimo, dečki» / «Adio, Mare» (1974)
- «Moj je otac bio partizan» / «Ako voliš iskreno» (1974)
- «Laku noć, trubaduri» / «Oprosti, dušo» (1974)
- «Mirno spavaj dušo» / «Sviramo, pjevamo, muzika smo mi» (1975)
- «Luna» / «Zeleni se ružmarin» (1976)
- «Tiho je negdje svirala mandolina» / «Naranče su procvjetale» (1976)
- «Ljubavni jadi jednog trubadura» / «Najljepši si cvijet u vrtu punom ruža» (1977)
- «Mala Nera» / «Ča će mi slava» (1978)
- «Ka' san bija mali» / «Da nije ljubavi» (1979)[5]